# Леона (Техас)
Леона (англ. Leona) — город в округе Лион, штат Техас (США). По данным на 2013 год население составляло 175 человек.

## География
Леона расположена в южной части округа Лион на 2,7 мили (4,3 км) южнее административной столицы округа — Сентервилла и к востоку от шоссе I-45; высота над уровнем моря составляет 341 фут (104 м). Общая площадь города по данным на 2013 год — 2,18 квадратных миль (5,66 км²). Климат, как и в ближайших городах, классифицируется как субтропический муссонный, что соответствует жаркому влажному лету и мягкой прохладной зиме, но допускаются морозы.

## Демография
Население на 2000 год составляло 181 человек, в том числе 48 семей, а город насчитывал 91 дом. По расовому признаку 83,43 % населения были европейской расы, 13,81 % — афроамериканцы, 0,55 % — азиаты, а 2,21 % — метисы. На долю латиноамериканцев приходилось 2,21 % населения. Средний возраст населения города составлял 36 лет. 29,3 % жителей были моложе 18 лет; 7,7 % — 18—24 года; 26,0 % — 25—44 года; 18,8 % — 45—64 года; а 18,2 % — от 65 лет и старше. По гендерному признаку соотношение численности мужчин и женщин в среднем составляло 101,1 к 100, а для населения старше 18 лет — 88,2 к 100.
По данным на 2013 год в городе проживали 175 человек, в том числе 92 (52,8 %) мужчины и 83 (47,2 %) женщины, а средний возраст составлял 41,5 год. Средний доход на каждого жителя составлял по оценке 26 431 $, а на каждый дом — 88 478 $. Средняя арендная плата за дом была 411 $.

## Известные жители
- Альберт Коллинз (1932—1993) — музыкант